# Medetera fasciata
Medetera fasciata är en tvåvingeart som beskrevs av Frey 1915. Medetera fasciata ingår i släktet Medetera och familjen styltflugor. Arten är reproducerande i Sverige. Inga underarter finns listade i Catalogue of Life.